# Kindle Fire HD (第1世代)
Kindle Fire HDは、Amazon.comにより開発・販売されている電子書籍リーダー／タブレット。2011年11月15日にアメリカで発売が開始されたKindle Fireの上位版に当たる。Androidをベースに独自開発されたOSを搭載し、タッチパネルに対応するカラーHD液晶ディスプレイを備えている。
2012年9月6日に、グレースケール表示の電子インクモデル「Kindle Paperwhite」と同時に、7インチモデルと8.9インチモデルの二種類が発表された。アメリカ国内においては、7インチモデルは2012年9月6日に注文の受け付けを開始し、2012年9月14日にリリースされた。8.9インチのWi-Fi Onlyモデルは2012年11月16日に、Wi-Fi + 4G LTEモデルは2012年11月18日にリリースされた。アメリカ国外については、7インチモデルはイギリス、フランス、ドイツ、イタリア、スペインは2012年10月25日にリリースされ、日本では2012年12月18日発売された。8.9インチモデルは米国では2012年11月20日、日本では2013年3月12日、ドイツでは2013年3月13日に販売開始した。

## 設計

### ハードウェア
7インチモデルは1280 x 800 px、8.9インチモデルは1920 x 1200 pxのHDディスプレイがそれぞれ用いられている。7インチモデルはTexas Instruments OMAP 4460を、8.9インチモデルはOMAP 4470をSoCとして搭載する。全てのモデルはドルビーデジタルプラスとデュアルドライバ採用のステレオスピーカー（合計4つのスピーカーユニット）を搭載している。2つのWi-Fiアンテナを搭載し、MIMOによる安定性・通信速度の向上が図られている。Bluetoothにも対応し、キーボードなどのワイヤレスアクセサリを利用可能である。
SDカードスロット、GPSモジュールは搭載しない。

### OS
Kindle Fireと同様のFire OS (Androidをベースに独自開発したもの)が搭載されている。家族間で共有するためのユーザープロファイルが導入されている。

### ウェブブラウザ Silk
ウェブブラウザはWebKitを利用した、Android BrowserやGoogle Chrome for Androidとは異なるブラウザ、Silkが搭載される。Android 4.0のAndroid BrowserはWebKitのバージョンが534だが、Kindle版は535とより新しい。Silkサーバーを利用し、より高速にページをロードすることが可能。検索エンジンは Google や Bing、Yahoo! Japanなどが選べる。サイドバーから全画面表示の機能も搭載。

### ストアとの統合
Amazonの電子書籍・音楽・動画コンテンツのストアと密接に統合されており、コンテンツを選択したときに関連する商品などが表示される。OSのユーザーインターフェイスとしてアプリとコンテンツが同列に扱われており、ホーム画面では両者が混在して表示される。

## モデル
| モデル         | Kindle Fire HD                                   | Kindle Fire HD 8.9                               | Kindle Fire HD 8.9" 4G LTE                       |                                                  |
| -------------- | ------------------------------------------------ | ------------------------------------------------ | ------------------------------------------------ | ------------------------------------------------ |
| 画面サイズ     | 7"                                               | 8.9"                                             | 8.9"                                             |                                                  |
| 画面解像度     | 1280 × 800 (約215dpi)                            | 1920 × 1200 (約260dpi)                           | 1920 × 1200 (約260dpi)                           |                                                  |
| OS             | Fire OS (Android 4.0 ベース)                     | Fire OS (Android 4.0 ベース)                     | Fire OS (Android 4.0 ベース)                     |                                                  |
| 最終バージョン | 7.5.1                                            | 8.5.1                                            | 8.5.1                                            |                                                  |
| CPU            | デュアルコア 1.2 GHz TI OMAP 4460                | デュアルコア 1.5 GHz TI OMAP 4470                | デュアルコア 1.5 GHz TI OMAP 4470                |                                                  |
| GPU            | PowerVR SGX540 @307 MHz                          | PowerVR SGX544 @299 MHz                          | PowerVR SGX544 @299 MHz                          | PowerVR SGX544 @299 MHz                          |
| RAM            | 1GB                                              | 1GB                                              | 1GB                                              |                                                  |
| Wi-Fi          | デュアルバンド 802.11 a/b/g/n                    | デュアルバンド 802.11 a/b/g/n                    | デュアルバンド 802.11 a/b/g/n                    |                                                  |
| Bluetooth      | Bluetooth 3.0 + EDR (HID, A2DP プロファイルのみ) | Bluetooth 3.0 + EDR (HID, A2DP プロファイルのみ) | Bluetooth 3.0 + EDR (HID, A2DP プロファイルのみ) | Bluetooth 3.0 + EDR (HID, A2DP プロファイルのみ) |
| 携帯回線       | N/A                                              | N/A                                              | 4G LTE                                           |                                                  |
| ストレージ     | 16GB 32GB                                        | 16GB 32GB                                        | 32GB 64GB                                        |                                                  |
| サイズ         | 193×137×10.3 mm                                  | 240×160×8.8 mm                                   | 240×160×8.8 mm                                   |                                                  |
| 重さ           | 395g                                             | 567g                                             | 567g                                             |                                                  |
| バッテリー     | 4,400 mAh                                        | 6,000mAh                                         | 6,000mAh                                         |                                                  |